# Adriana de Holanda

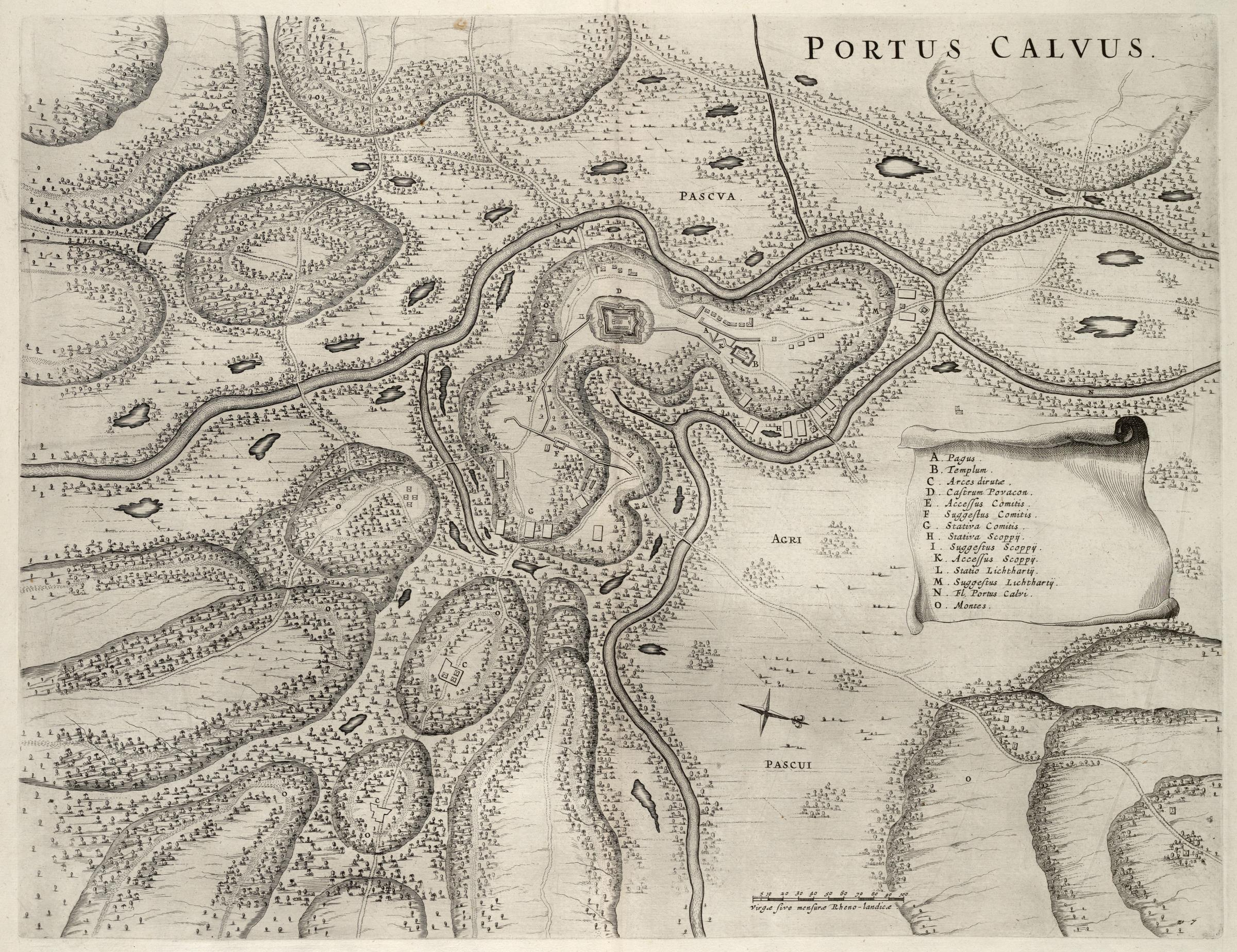
Mapa de Porto Calvo e arredores

## Biografia
Adriana de Holanda (nascida por volta de 1542, Olinda, Pernambuco  – falecida em meados de 1640, Porto Calvo, Alagoas) foi uma das primeiras mulheres colonizadoras no Brasil Colônia, desempenhando um papel fundamental na formação da sociedade açucareira nordestina. Contribuiu ainda para a consolidação de Porto Calvo como um centro econômico e político, participando da administração dos engenhos e da estruturação da região.
Filha de Arnau de Holanda e Brites Mendes de Vasconcelos, Adriana nasceu em uma família que acompanhou Duarte Coelho na colonização da Capitania de Pernambuco. Desde cedo, esteve imersa no processo de colonização e exploração de novas terras, o que lhe proporcionou uma visão prática sobre administração em propriedades agrícolas. Casou-se com o alemão Christoph Linz (Cristóvão Lins) a quem foi atribuída a fundação de Porto Calvo, após receber uma vasta Sesmaria. Juntos, tiveram oito filhos. 

## Engenhos e Porto Calvo
Adriana de Holanda teve uma participação ativa na administração dos Engenhos de açúcar no Brasil colonial. Ela estava envolvida diretamente na supervisão do trabalho, nas decisões sobre a produção e na gestão das terras. Atuava também como uma líder na comunidade e durante a ausência de Cristóvão Lins, em razão de suas expedições militares, gerenciava os negócios, garantindo o funcionamento dos Engenho de açúcar e a continuidade da produção de açúcar refinado. 
Adriana se envolvia nas operações cotidianas dos engenhos e na construção de novas infraestruturas, como capelas e armazéns essenciais para o desenvolvimento da economia açucareira. Participou ativamente na gestão dos engenhos e na construção de infraestruturas, contribuindo para a expansão das atividades da família. Juntamente com seu marido, Christoph Linz, elaboraram a construção de sete engenhos, incluindo os primeiros Escurial, Maranhão e Buenos Aires. Apesar de a presença feminina frequentemente ser relegada a um papel secundário nas crônicas da época, a vida de Adriana pode ser considerada uma exceção. De fato, Adriana desempenhou um papel relevante nas atividades da família, o que evidencia uma contribuição significativa, embora frequentemente subestimada, para o contexto de sua época. 
Adriana foi também uma figura de destaque na consolidação de Porto Calvo, uma das primeiras povoações do Nordeste brasileiro. Embora Cristóvão Lins tenha recebido o título de Alcaide Mor e seja frequentemente creditado como fundador da vila, Adriana desempenhou um papel fundamental na organização social e religiosa do povoado. Foi ela quem supervisionou a construção da Igreja da Nossa Senhora da Apresentação, que serviu como centro religioso e social para os habitantes da região. 

## Descendentes Contemporâneos
Os descendentes da linhagem de Adriana de Holanda tiveram destaque no cenário político brasileiro, atravessando gerações e atingindo o período republicano brasileiro. Dentre os descendentes mais conhecidos da linhagem de Adriana de Holanda e Cristóvão Lins estão: o primeiro Presidente da República do Brasil Deodoro da Fonseca e seu sobrinho e também ex Presidente do Brasil, Hermes da Fonseca. 